# Taharahaus (Zeckern)

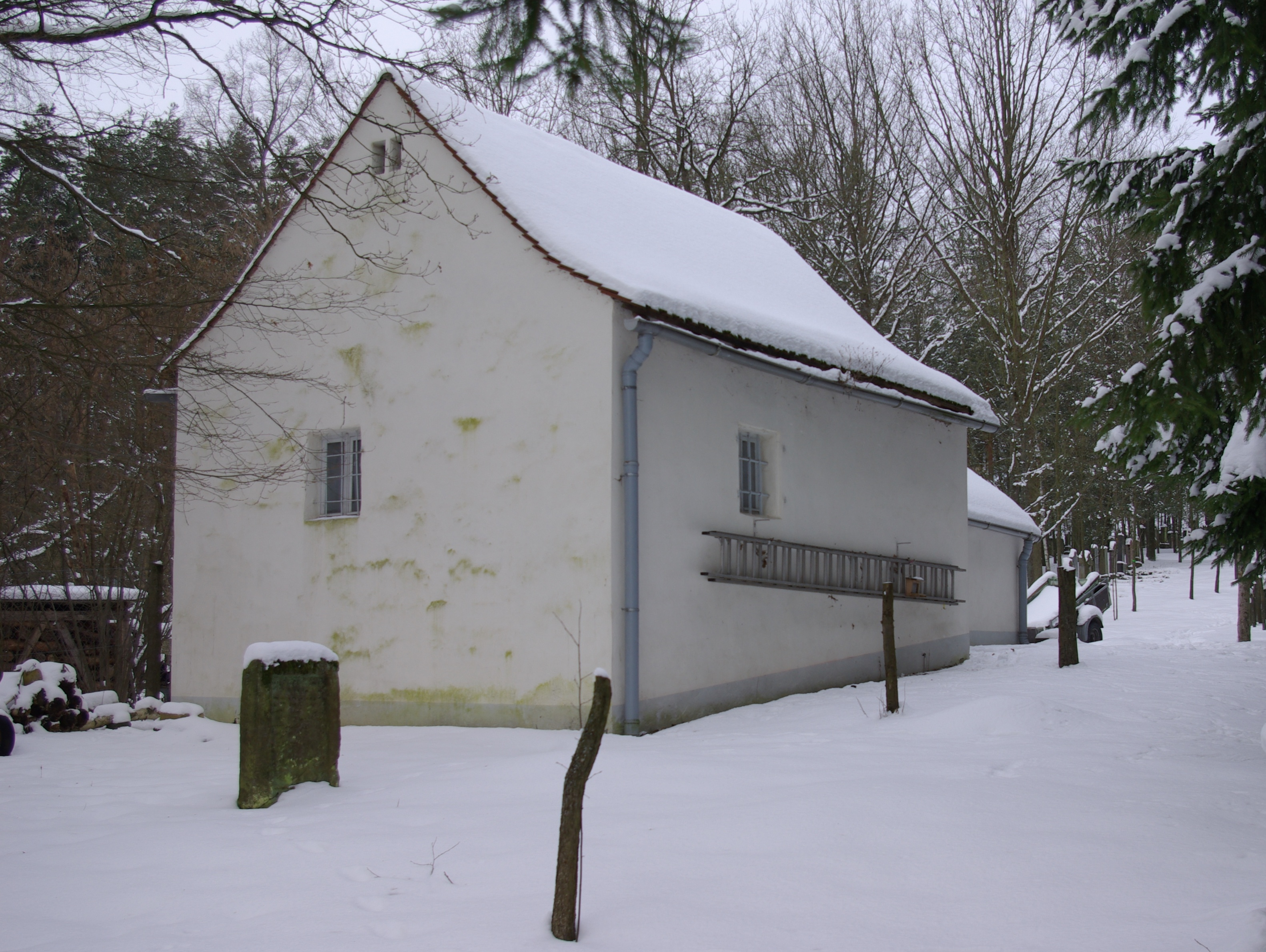
Wohnhaus und dahinter das Taharahaus in Zeckern

Das Taharahaus auf dem jüdischen Friedhof in Zeckern, einem Gemeindeteil der Gemeinde Hemhofen im Landkreis Erlangen-Höchstadt (Bayern), wurde um 1710 errichtet. Das Taharahaus, nordwestlich des Ortes, ist ein geschütztes Baudenkmal.

## Beschreibung
Das Taharahaus befindet sich an der südlichen Ecke des Friedhofs und steht damit am tiefsten Punkt des Geländes. An das Taharahaus wurde 1893 ein Wohnhaus angebaut, das wesentlich größer ist. Das Taharahaus ist ein schmuckloser Massivbau mit Satteldach von 4,17 m Breite und 4,50 m Länge. An der Nordostseite führt eine rundbogige Tür zum Innenraum, der von einem Kreuzgratgewölbe überdeckt wird. Zwei kleine Öffnungen an den Längsseiten dienen eher der Belüftung als der Belichtung. Der steinerne Taharatisch an der Südwestwand besitzt eine 72 cm und 187 cm lange Platte. Durch Rinnen an den Langseiten kann das Wasser der Leichenwaschung abfließen. Eine weitere Rinne in den Steinplatten des Fußbodens leitet das Wasser dann durch einen Durchlass in der Seitenwand nach außen, wo es versickern kann.  
Im Taharahaus befindet sich noch eine hölzerne Totenbahre.